# Zhang Di (Poeta)
En una onomàstica xinesa Zhang es el cognom i Di el prenom.
Zhang Di (xinès simplificat :臧棣 ) ( Pequín 1964 - ). Poeta, editor, traductor i crític xinès. Premi Lu Xun de Literatura del període 2018-2021, en la categoria de poesia, per la seva obra 诗歌植物学 (Botànica poètica). Reconegut com un dels principals poetes i crítics literaris de la seva generació, ha guanyat nombrosos honors i premis.

## Biografia
Zhang Di va néixer l'abril de 1964 a Pequín (Xina). El setembre de 1983, va ser admès al Departament de Xina de la Universitat de Pequín i el 1977 va obtenir el doctorat en Literatura. El juliol de 1990, va rebre un màster en literatura a la Universitat de Pequín. Es professor associat del Departament de Xinès de la Universitat de Pequín.

#### Editor i traductor
El març de 1996, va participar en la fundació de la revista de poesia popular 標準 (Estàndard). Ha editat diverses antologies importants de poesia xinesa moderna i contemporània. El gener de 2004 va publicar un recull de poemes de cinc autors , Zhang Shuguang, Xiao Kaiyu, Huang Canran, Sun Wenbo i Zhang Di.
També ha editat una col·lecció de traduccions xineses de la poesia del poeta austríac Rainer Maria Rilke.
Forma part del consell editorial de Modern Poetry Review i és l'editor de la revista New Poetry Criticism.

#### Trajectòria literària
El 1977, va publicar el seu primer treball a la revista escolar de la Universitat de Pequín, i l'abril de 1987 es va publicar el seu poemari "大雨" (Pluja intensa). A partir d'aquest any ha publicat de forma regular poemaris i reculls de poemes, amb l'obtenció de nombrosos premis.
El setembre de 1999, va exercir com a investigador visitant al Campus Davis de la Universitat de Califòrnia,(EUA) i va participar en la fundació de la revista 中國詩歌評論 (Chinese Poetry Review).
El febrer de 2000, l'editorial 由中國工人出版社 (Editorial Treballadors de la Xina) va publicar la col·lacció de poesia "風吹草動" (El vent i l'herba).

## Obres destacades
| Any  | Títol xinès              | Traducció literal                         |
| ---- | ------------------------ | ----------------------------------------- |
| 1987 | 大雨                     | Pluja intensa                             |
| 1989 | 需要多遠 需要多久        | "Quant tarda, quant tarda                 |
| 1998 | 燕園紀事                 | Cròniques de Yuanyuan                     |
| 2000 | 風吹草動                 | Núvols                                    |
| 2002 | 新鮮的荊棘               | Espines fresques                          |
| 2005 | 沸騰協會                 | Associació d'Ebullició                    |
| 2008 | 宇宙是扁的               | L'univers és pla                          |
| 2009 | 空城計                   | Estratègia de ciutat buida                |
| 2010 | 慧根叢書                 | Sèrie Hui Gen                             |
| 2018 | 我的眼淚就是我的膝蓋入門 | Les meves llàgrimes són els meus genolls" |
| 2019 | 臧棣詩系                 | Recull de poemes                          |
| 2023 | 精靈學簡史               | Breu història de l'espiritualitat         |

## Premis
| Any  | Premi                                                            | Obra |
| ---- | ---------------------------------------------------------------- | ---- |
| 2005 | Premi als 10 poetes joves més destacats de la Xina contemporània |      |
| 2007 | Top Ten Rising Poetry Critics Award de la Xina                   |      |
| 2008 | Premi Poeta de l'Any                                             |      |
| 2022 | China Qinghai - The 4th Changyao Poetry Award                    |      |
| 2023 | 14è "Premi literari Wansongpu"                                   |      |
| 2023 | Primer premi de poesia de Lijiang                                |      |